# Lista de peças de xadrez

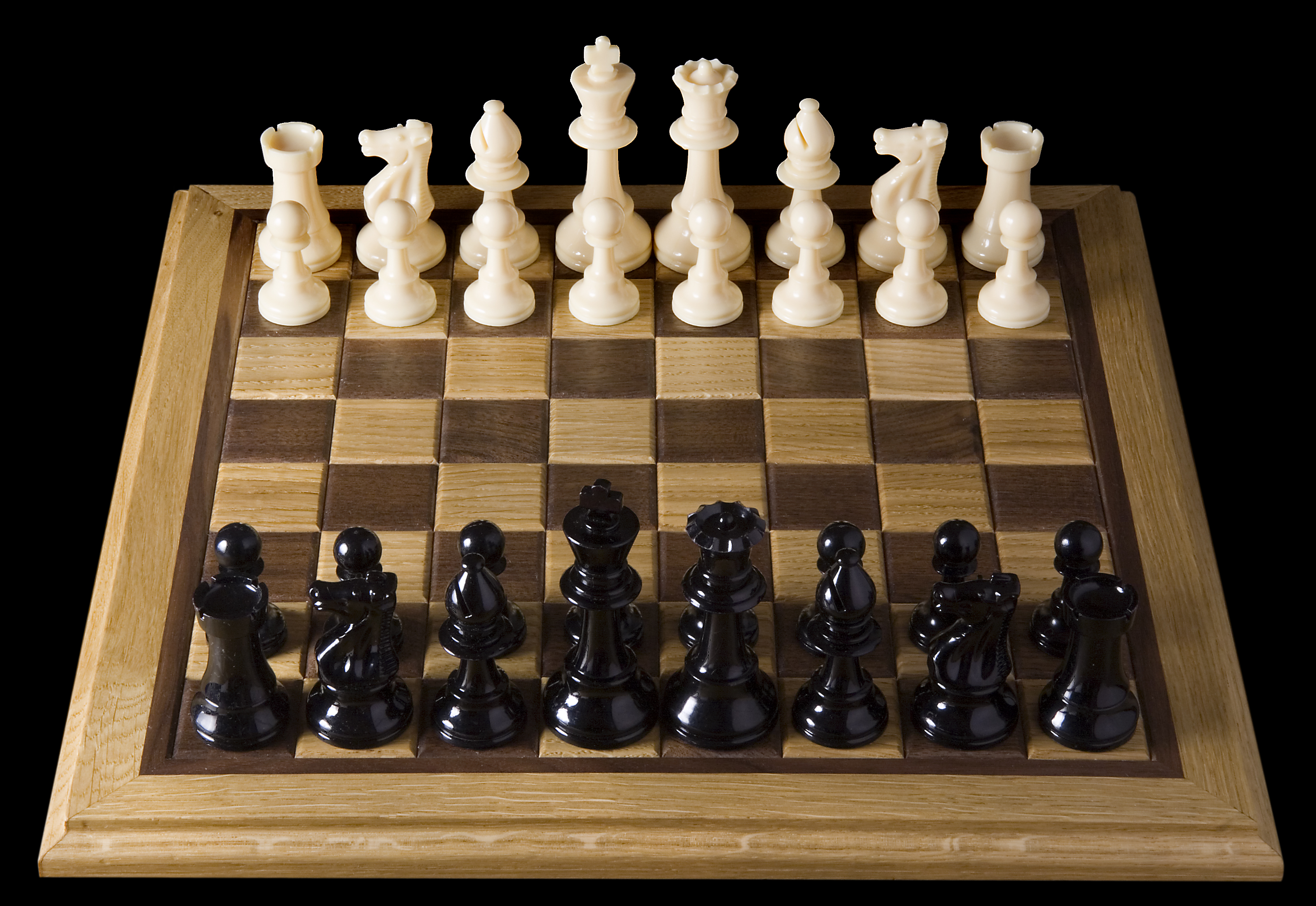
um tabuleiro tradicional de xadrez

No xadrez, uma peça é a representação física dos elementos utilizados pelos jogadores para realizar seus movimentos no tabuleiro. As peças no jogo antecessor ao xadrez eram muito limitadas em seus movimentos: o elefante (o antecessor do moderno bispo) somente podia mover-se em saltos por duas casas nas diagonais, o vizir (o antecessor da dama) somente uma casa nas diagonais, os peões não podiam andar duas casas em seu primeiro movimento e não existia ainda o roque. Os peões somente podiam ser promovidos a vizir que era a peça mais fraca, depois do peão, em razão da sua limitada mobilidade.
Quando uma peça pode ser movida para uma casa em que está localizada uma peça adversária, esta última pode ser capturada. Assim, a peça a ser jogada move-se para a casa da peça oponente, que é então retirada do tabuleiro. O rei é a única peça que nunca pode ser capturada, uma vez que a partida termina quando ocorre o xeque-mate, ou seja, a iminência da captura do rei.

## Peças usadas no xadrez moderno
No xadrez moderno cada um dos enxadristas dispõem de dezesseis peças: oito peões, dois cavalos, dois bispos, duas torres, um rei e uma dama, sendo que cada tipo de peça possui um movimento característico.

### Rei
Rei se movimenta, se deslocando uma casa na direção horizontal, vertical ou diagonal. Ele tem um movimento especial chamado roque.

### Dama
A Dama também chamada de Rainha possui o movimento combinado da Torre e do Bispo, movendo-se em linha reta nas fileiras, colunas e diagonais.

### Torre
A Torre move-se em linha reta nas colunas e fileiras do Tabuleiro.

### Bispo
O Bispo movimenta-se em linhas retas nas diagonais do tabuleiro. Devido ele andar somente nas diagonais seu movimento é restrito pela cor das casas, ou seja, alcança somente 32 casas no tabuleiro (claras ou escuras).

### Cavalo
O Cavalo pode mover para a casa mais próxima de onde está desde que não seja na mesma coluna, diagonal ou fileiras do Tabuleiro, com o formato característico da letra L, podendo pular peças intervenientes.

### Peão
O Peão se movimenta para a casa desocupada imediatamente a sua frente na mesma coluna ou no primeiro movimento opcionalmente por duas casas na mesma coluna desde que ambas as casas estejam desocupadas.
Captura ao tomar o lugar ocupada pela peça oponente que está na direção diagonal na fileira imediatamente à sua frente, tomando o lugar da peça. Ele tem um movimento especial chamado En passant.

## Peça não-ortodoxa

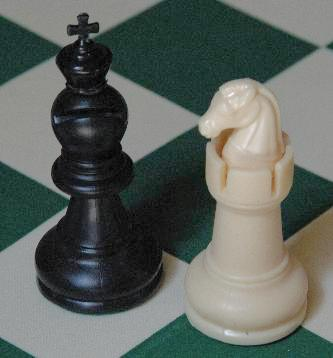
As peças não-ortodoxas propostas por Capablanca: o Chanceler (direita) e o Arcebispo (esquerda).

Uma peça não-ortodoxa do xadrez ou peça feérica do xadrez é uma peça de xadrez utilizada em algumas variantes do jogo que tem seus movimentos e habilidades alterados ou combinados em relação às peças tradicionais. Por causa da natureza distribuída e aleatória das variantes do xadrez, algumas vezes a mesma peça é referida com diferentes nomes ou o mesmo nome é utilizado para diferentes peças em vários contextos, como problemas e variantes.
O objetivo da utilização de peças diferentes no jogo é alimentar novos desafios e reinventar novas técnicas de abertura, problemas e a estratégia do jogo, de modo a mantê-lo versátil dentro das possibilidades existentes. A própria evolução do jogo tratou de substituir peças ou aprimorar seus movimentos: A Dama foi fruto da substituição da peça denominada ferz, existente no chaturanga e no Xatranje e o Bispo teve seu movimento aprimorado de modo a torná-lo mais ágil.
Desde o século XIX enxadristas têm desenvolvido novas variantes com peças novas, sendo o exemplo um notável o Xadrez de Capablanca, desenvolvido pelo campeão mundial José Raúl Capablanca. Segundo ele, o xadrez como nós conhecemos estava fadado a morte por empates e seria necessário incluir novas peças para evitar isso.

### Alfil
Considerado o predecessor do bispo moderno, a peça veio provavelmente da Índia onde seu nome original eram as palavras em sânscrito para elefante: Hasty ou Gaja. É encontrado nas primeiras versões do xadrez como o Chaturanga e o Xatranje. Saltadora (2,2), considerada uma das peças mais fracas já utilizadas. A origem do nome é uma transliteração européia da palavra al-fil de origem árabe.

### Alibaba
Utilizado em alguns problemas de xadrez, combina os movimentos do Alfil e do Dabbaba. Também é utilizado no xadrez interdependente onde chama-se Aranha. Saltadora (~2*), seu nome é a combinação das peças de origem.

### Amazona
Combina os movimentos da Dama e do Cavalo (n*, 1,2) , é utilizada numa grande número de variantes como o Great Chess, Jogo do imperador e o Millenium Chess. Descrita pela primeira vez num manuscrito do século XVI em Perúgia, a peça foi algumas vezes utilizada nos dois séculos seguintes como uma substituta da Dama no xadrez ortodoxo e na Rússia até o século XVIII. Pode ser encontrada com uma grande variedade de nomes como Imperatriz, General, Tigre e Marahaja.

### Arcebispo
Combina os movimentos do Bispo e do Cavalo (nX, 1,2), o nome foi sugerido por Capablanca na década de 1920 embora a peça já fosse conhecida por outros nomes como Centauro, Princesa, Paladino, Jano, Wazir, Ministro, Raposa, Cardeal, Barão, Vizir e Cruzado. Com o nome de Arcebispo, é utilizada no Xadrez de Capablanca.

### Camelo
Saltadora (1,3) utilizada em variantes como o Great Chess e no Xadrez de Tamerlão. Na Mongólia e Tibet o nome é empregado para o Bispo e assim como este seu movimento é restrito pela cor das casas, ou seja, alcança somente 32 casas no tabuleiro (claras ou escuras).

### Campeão
Criada em 1998, combina os movimentos do Alfil, Dabbaba e Wazir (~2*, 1+). Utilizada na variante Omega Chess.

### Canhão
A peça provém do Xiangqi onde é chamada de Pao entretanto variantes ocidentais também empregam a peça como o Al-Ces. Movimenta-se como a Torre entretanto precisa pular uma peça para capturar uma adversária na mesma coluna ou fileira, não sendo necessariamente a peça mais próxima sobre o qual se pula.

### Cardeal
Movimenta-se como o Arcebispo, rebatizada em 1984 por Christian Freeling para utilização no Great Chess.

### Centurião
Empregada na variante ArchChess, tem o movimento combinado do Cavalo, Alfil e Dabbaba (~0/2, ~1/2, ~2/2). Também é utilizada com o nome de Esquilo, num problema publicado por N. Kovacs na Fairy Chess Review e como Castelo no Xadrez Pacífico.

### Chanceler
Combina os movimentos da Torre e do Cavalo, sendo o nome sugerido por Capablanca para utilização na variante por ele proposta. Entretanto, semelhante ao Arcebispo, a peça já era empregada em outras variantes com outros nomes como Campeão, Concumbina, Máquina de guerra, Marechal, Delegado, Guarda, Lobo, Imperatriz, Nobre e Duque.

### Dabbaba
Saltadora (~2+) e uma das peças não-ortodoxas mais antigas e utilizada no Xadrez de Tamerlane e Great Chess. Seu nome significa um tipo de instrumento de guerra antigo e algumas vezes é traduzida como Máquina de guerra. O nome também é utilizado para descrever peças que se movem de modo diferente do convencional. No século X um dabbaba se movia como um Homem, no século XIV como um Bispo e no século XVIII uma Imperatriz.

### Delegado
Movimenta-se como o Chanceler e utilizada na variante O jogo do sultão, criada em 1840 por L. Tressan.

### Fers
Também conhecido como Firz, original do Chaturanga e Xatranje que foi suplantada pelo Firzan e posteriormente pela Dama. Seu nome original em sânscrito era Mantri sendo traduzido como conselheiro. Os persas traduziram como farzin que significa homem sábio e os árabes transliteraram para fers ou ferz. Apesar de ter os mesmos movimentos do Firzan, uma casa na direção diagonal (1X), o fers tinha o poder pular para uma casa vazia no primeiro movimento com as opções (0,2) ou (0,3), uma inovação que data do século XII. Quando o jogo de damas foi introduzido na Inglaterra as peças se chamavam ferses.

### Gafanhoto
A mais comum das peças não-ortodoxas, movimenta-se como a Dama exceto que pula uma peça, de qualquer cor, sendo posicionada imediatamente na casa após esta e capturando, caso esteja ocupada por uma adversária. Foi inventada por T. R. Dawson em 1913 e publicada no jornal Cheltenham Examiner.

### Gafanhoto de Andernach
Movimenta-se como o Gafanhoto, entretanto muda a cor da peça sobre o qual pula durante a execução do movimento. A peça foi inspirada no xadrez de Andernach embora não seja empregada neste.

### Girafa
Peça saltadora (1,4) utilizada em algumas variantes como o Great Chess.

### Homem
Utilizada em variantes como o Xadrez Courier e o Xadrez Courier-Spiel, movimenta-se como o Rei (1*). Os escritos de 950 do historiador árabe Al-Mas'ūdi mencionam uma peça com movimento similar que é utilizada no Great Chess chamada Dabbaba.

### Imperatriz
Denominação redundante para peças com movimentos diferentes. A imperatriz pode se movimentar como a Amazona no Millenial Chess ou como o Chanceler no Xadrez tutti-fruti embora a segunda variante tenha sido inventada primeiro. 

### Leão
Utilizada em algumas variantes do xadrez como o Great Chess, move-se como o Gafanhoto exceto que pode capturar a peça a qualquer distância da peça sobre a qual pula. Não pode ser movimentada exceto para capturar e não pode pular duas peças para fazê-lo. O shogi também possui uma variante denominada chu Shogi que emprega uma peça denominada leão porém com movimentos diferentes.

### Leo
Combinação da Dama e do Leão (on*, c^&), o Leo movimenta-se como a Dama e para capturar precisa pular uma peça de qualquer cor, tomando a adversária ao ocupar o lugar ocupado por esta, mesmo não estando imediatamente após a peça pulada. Foi inventada por J. Akenhead em 1947 e pertence a família chinesa e peças do xadrez.

### Mágico
Utilizada na variante comercial denominada Omega Chess, movimenta-se como o Fers e o Camelo. Também sofre da fraqueza da cor que acomete o Bispo.

### Maharaja
Movimenta-se como a Amazona, esta peça é empregada na variante O Maharaja e os Cipaios.

### Mao
Peça utilizada no Xiangqi, movimenta-se como o cavalo (1,2) porém não é saltadora. A casa localizada ortogonalmente precisa estar vazia para a peça ser movida. Também é utilizada em algumas variantes ocidentais como o Xadrez Cavalier.

### Moa
Peça similar ao Mao, movimentando-se como o Cavalo sem saltar, porém não pode se movimentar quando a casa em diagonal está ocupada.

### Nightrider(Andarilho)
Uma das mais populares peças-não ortodoxas, move-se como o cavalo porém alcançando as casas na mesma linha de ação, por exemplo, de a1 poderia se mover para b3, c5 ou d7 sendo apenas obstruido por peças nestas casas (n(1/2)). Foi inventado por W. S. Andrews em 1907 e utilizada em problemas não-ortodoxos em 1925 por T. R. Dawson.

### Orfão
Inventada por David Leo Brown em 1971 e empregada uma série de problemas do seu livro White and Black from Brown - A Selection of 168 Diagrams and Chess Related Fluff, esta peça permanece imóvel até ser atacada quando então assume os movimentos da atacante.

### Pao
Utilizada no Xiangqi, movimenta-se como uma Torre porém captura ao pular uma peça, de qualquer cor, e ocupar a casa da adversária estando esta a qualquer distância. É empregada também em outras variantes como o Giant Chess. Em algumas variantes é empregado o nome Canhão que é a tradução do chinês do nome original.

### Peão Berolina
Utilizado em alguns problemas e variantes, move-se diagonalmente uma casa, ou duas no primeiro movimento, e captura ou ataca a casa imediatamente a frente (o1X>, c1>, io2X>). Inventado por Edmund Nebermann que o nomeou em homenagem a cidade de Berlim e publicou pela primeira vez na revista Funkschach em 15 de agosto de 1926. Um torneio foi realizado em 1957 empregando os peões Berolina. Pode capturar en passant e ser promovido assim como os peões ortodoxos.

### Princesa
Utilizada no xadrez Tutti-Fruti, movimenta-se como o Arcebispo.

### Sargento
Combina os movimentos do Peão convencional e o Peão Berolina (1*> , io2*>), empregado na variante Wolf Chess.

### Rosa
Movimenta-se como o nightrider porém num caminho octogonal pelo tabuleiro, foi proposta por Robert Meignant em 1968 sendo utilizada em problemas. Uma Rosa na casa a4 poderia se mover para b6, d7, f6, g4, f2', d1 e b2 tanto no sentido horário quanto no anti-horário não podendo entretanto percorrer um caminho bloqueado nestas casas.

### Vao
Inventada por Julius Zdenek Mach em 1939, pertence ao conjunto de peças chamado família chinesa sendo empregada em problemas e na variante do Xiangqi chamada de Yáng Qi. É baseada na peça chinesa Pao, entretanto movimenta-se diagonalmente e captura uma peça a qualquer distância da sobre a qual pula.

### Wazir
Move-se uma casa na direção ortogonal (1+), é utilizada em algumas antigas variantes como o Great Chess, com o nome de Schleich, no Xadrez Courier e no Xadrez de Tamerlane. O General do Xiangqi também movimenta-se do mesmo modo. O nome também foi empregado para designar outras peças, como por exemplo a combinação Bispo + Cavalo (Arcebispo), num manuscrito persa do século XVIII.

### Zebra
Peça saltadora (3,2) bem conhecida em problemas de xadrez.